# Nakadžima Hikari
Nakadžima Hikari (japonsky: 光, Světlo) byl 9válcový hvězdicový letecký motor vyráběný společností Nakadžima během druhé světové války. Byl vyvinutý na základě hvězdicového motoru Nakadžima Kotobuki.

## Použití
- Aiči D1A
- Aiči D3A „Val“ (jen prototyp)
- Jokosuka B4Y
- Micubiši F1M
- Nakadžima A4N
- Nakadžima B5N1 (jen verze N1)

## Specifikace (Hikari)

### Technické údaje
- Typ: Vzduchem chlazený letadlový hvězdicový devítiválec
- Vrtání: 160 mm
- Zdvih: 180 mm
- Objem válců: 32,6 l
- Délka:
- Suchá hmotnost:

### Součásti
- Chladicí soustava: Chlazení vzduchem

### Výkony
- Výkon: 520 kW (700 k)